# Civitaquana
Civitaquana ist eine italienische Gemeinde mit 1124 Einwohnern in der Provinz Pescara in der Region Abruzzen.

## Geografie
Zu den Ortsteilen (Fraktionen) zählen Androna, Bauglione, Colle del Popolo, Colle Scurcola, Colle Vertiere, Piano Scarpara, Salaiano, Solagne und Vicenne.
Die Nachbargemeinden sind: Brittoli, Catignano, Civitella Casanova, Cugnoli, Loreto Aprutino, Pietranico und Vicoli.

## Geschichte
Im Jahr 883 wird in der Chronik von Casauria das Dorf Civitaquana erstmals als Civitas Quana erwähnt. Später wurde die Ortschaft in Civitas Cana (1194) und Civitas Aquana (1309) umbenannt. Die Pfarrkirche und der Glockenturm wurden im 12. und 15. Jahrhundert erbaut.

## Weinbau
In der Gemeinde werden Reben der Sorte Montepulciano für den DOC-Wein Montepulciano d’Abruzzo angebaut.